# Jas'ur
Jas'ur (hebrejsky יַסְעוּר , podle názvu místního druhu ptáka z čeledi buřňákovitých, podobného albatrosu, v oficiálním přepisu do angličtiny Yas'ur) je vesnice typu kibuc v Izraeli, v Severním distriktu, v Oblastní radě Mate Ašer.

## Geografie
Leží v nadmořské výšce 18 metrů v intenzivně zemědělsky využívané Izraelské pobřežní planině, nedaleko západních okrajů svahů Horní Galileji a ústí údolí Bejt ha-Kerem, cca 8 kilometrů od břehů Středozemního moře (Haifský záliv) a 20 kilometrů od libanonských hranic. Jižně od vesnice vstupuje do pobřežní nížiny vádí Nachal Chilazon, do kterého tu od jihu ústí vádí Nachal Kavul. Na východní straně stojí vrch Giv'at Javor a na něj navazující Giv'at Achihud, na němž stojí průmyslová zóna Bar Lev.
Stavebně je téměř propojena se sousedním mošavem Achihud. Obec se nachází 8 kilometrů východně od města Akko, cca 100 kilometrů severoseverovýchodně od centra Tel Avivu a cca 20 kilometrů severovýchodně od centra Haify. Jas'ur obývají Židé, přičemž osídlení v tomto regionu je smíšené. V pobřežní nížině převládají Židé, na východ od kibucu začínají oblasti centrální Galileji, které obývají ve vyšší míře izraelští Arabové.
Jas'ur je na dopravní síť napojen pomocí severojižní tepny dálnice číslo 70. Ta se severně od kibucu kříží s dálnicí číslo 85.

## Dějiny
Jas'ur byl založen v roce 1949. Původně se pro pojmenování této nové vesnice uvažovalo o názvu Ša'ar le-Galil (שער לגליל, brána ke Galileji). V lednu 1949 se členové židovské mládežnické organizace ha-Šomer ha-ca'ir z Anglie a Maďarska provizorně usadili poblíž kibucu Kfar Masaryk. Pak se přestěhovali do této oblasti ale o něco severněji, v prostoru lesa nad dnešní vesnicí Achihud. V roce 1950 se přesunuli do nynější lokality. Roku 1956 osadníky posílila další skupina tvořená židovskými přistěhovalci z Brazílie.
Poblíž kibucu se nachází sídelní pahorek (tel), kde archeologické výzkumy prokázaly starověké osídlení z helénistického i starších období. Ve středověku tu stávala arabská vesnice al-Birva (cca 1 kilometr severovýchodním směrem). Ta zde stávala do války za nezávislost v roce 1948. Křižáci ji nazývali Broet. Stála tu základní chlapecká škola postavená roku 1888 a dívčí škola zbudovaná roku 1943. Roku 1931 měla al-Birva 996 obyvatel a 224 domů. Narodil se tu arabský básník Mahmoud Darwish. Během války byla tato oblast roku 1948 ovládnuta židovskými silami a arabské osídlení zde skončilo. Zástavba vesnice pak byla zbořena s výjimkou dvou svatyň a budovy jedné z místních škol. Během války za nezávislost měla v této lokalitě základnu arabská dobrovolnická armáda vedená Fauzím al-Kaukdžím.
Kibuc prošel roku 2000 privatizací a kolektivní hospodaření bylo nahrazeno individuální výplatou mezd podle odvedené práce. Ekonomika kibucu je založena na zemědělství a průmyslu. V Jas'ur funguje zařízení předškolní péče.

## Demografie
Obyvatelstvo kibucu Jas'ur je sekulární. Podle údajů z roku 2014 tvořili naprostou většinu obyvatel v Jas'ur Židé – cca 600 osob (včetně statistické kategorie "ostatní", která zahrnuje nearabské obyvatele židovského původu ale bez formální příslušnosti k židovskému náboženství, cca 700 osob).
Jde o menší sídlo vesnického typu s dlouhodobě rostoucí populací. K 31. prosinci 2014 zde žilo 671 lidí. Během roku 2014 populace stoupla o 7,0 %.
| Rok            | 1961 | 1972 | 1983 | 1995 | 2001 | 2003 | 2004 | 2005 | 2006 | 2007 | 2008 | 2009 | 2010 | 2011 | 2012 | 2013 | 2014 |
| -------------- | ---- | ---- | ---- | ---- | ---- | ---- | ---- | ---- | ---- | ---- | ---- | ---- | ---- | ---- | ---- | ---- | ---- |
| Počet obyvatel | 290  | 336  | 360  | 322  | 257  | 247  | 266  | 284  | 287  | 289  | 311  | 451  | 488  | 544  | 577  | 627  | 671  |